# Moment der Entscheidung
Moment der Entscheidung ist ein Sachbuch (amerikanisches Original Our fragile Moment, 2023) des US-amerikanischen Autors und Klimatologen Michael E. Mann, in dem er versucht, anhand der Lehren aus der Erdgeschichte Strategien zur Lösung der Klimakrise zu entwickeln. Die deutsche Übersetzung von Matthias Hüttmann und Tatiana Abarzúa erschien 2024 im Oekom-Verlag.

## Inhalt
Anhand von 4,5 Milliarden Jahren Klimageschichte erklärt Mann – quasi als verlängerte Hockey-Kurve – den Verlauf von Klimaschwankungen und die Abhängigkeit der menschlichen Existenz von einem engen Temperaturbereich. Davon ausgehend beschreibt Mann die Gefahren der gegenwärtigen Klimakatastrophe und gibt gleichzeitig Mut, dass dieser fragile Moment überwunden werden kann. Er sucht in der Erdgeschichte nach einer Analogie für die nahe Zukunft, in der durch den Menschen erhitzten Welt.  In Moment der Entscheidung will Mann zeigen, dass die Vorstellungen über einen angeblich bevorstehenden Weltuntergang genauso wenig hilfreich sind wie die Leugnung des menschengemachten Klimawandels, wobei für den Autor das „apokalyptische Raunen“ die größere Herausforderung ist. Mann versucht aufzuzeigen, dass das Klima – entsprechend seines Studiums der Erdgeschichte bis – zu einem gewissen Grad resilient ist. Die Anzeichen, dass wir auf die Unbewohnbarkeit des Planeten zusteuern, dürften aber nicht übersehen werden. Was entsprechenden Lösungen im Wege steht, sei nicht physikalisch oder technologisch bedingt, sondern ausschließlich politischer Natur.

„Es besteht Dringlichkeit, aber es gibt auch Handlungsspielraum (was sich auf Englisch schöner liest: »there is urgency, but there is agency, too.«).“

## Rezeption und Kritik
Dagmar Röhrlich in einer Rezension des Deutschlandfunks (Dlf) über Moment der Entscheidung: „… Es ordnet ein, macht durch den Blick zurück Mut, endlich gegen zu steuern. …“ Im gleichen Beitrag kritisiert sie unter anderem, dass bei der Übersetzung „peinliche Patzer“ unterlaufen seien und empfiehlt, besser das englische Original Our fragile Moment zu lesen.
SWR Kultur hebt hervor, dass es Michael E. Manns „… großes Verdienst [sei], dass er die Konsequenzen einer verfehlten globalen Klimapolitik sehr deutlich benennt. …“ Gleichzeitig verfiele er leider häufig in einen Fachjargon, der für klimatologische Laien schwer zu verstehen sei.